# 雙调音部位輔音
雙调音部位輔音，简称双调音辅音指有两个主要调音部位、有相同调音方法且同时发出的辅音，属于协同调音。它们与带次要调音的协同调音不同，后者的两个辅音调音方法不同。双调音辅音最常见的例子是清唇软腭塞音[k͡p]，是同时发出[k]和[p]的结果。清唇化软腭塞音[kʷ]则只有一个塞音的调音部位，带同时发出的圆唇近音。例如阿拉伯语的部分方言中，伴随清软腭擦音[x]有个同时发出的小舌颤音，但它不被视作双调音辅音。

## 双调音的可能性
共有4个独立可控的调音部位，可以以相同的调音方法两两配合：唇音、舌冠音、舌背音和咽音。（声门控制发声态，由此与许多调音部位同时调音，因此一般不认为声门属于调音部位，软腭和声门同时闭合的挤喉音[kʼ]也不被认为是双调音辅音。）[w]和[ɥ]等近音也可能是双重或次要调音。例如英语的/w/就是唇化的软腭音，可以写作[ɰʷ]；但日语的/w/则更接近真正的唇软腭音[ɰ͡β̞]。更普遍的做法是用⟨w⟩和⟨ɥ⟩表示濁圓唇硬腭近音，部分语音学家只认可这种用法。没有明确的双调音闪音或颤音，比如齿龈小舌颤音*[ʀ͡r]存在的证据，一般也认为它们不可能存在。历史上一些双调音闪音/颤音实际上是双调音擦音或塞擦音，最知名的是瑞典语的Sj音[ɧ]。实验语音学从未证明它有两个调音部位，反而显示这个音要么是次要调音，要么是两个非同时的擦音（先不看它的名字，“清圆唇软腭近音”[ʍ]实际上是清近音；名称是在相关标准确立之前就有的历史遗留问题。）双调音颤音/闪音是可以发出来的，但听者很难辨别它们。因此在任何语言中，它们都不会是音位。
搭嘴音有时会被视作是双调音辅音，因为它们涉及舌冠（唇少见）向前的调音方法，这定义了搭嘴音的不同“种类”并决定了要将哪个IPA符号分配给它们。然而，这第二个舌背调音发挥着控制吸气以产生搭嘴音的功能。尽管声门像塞音那样闭合（这些辅音的气流生成机制），它也不是第二个调音部位。事实上产生真正的双调音搭嘴音仍是可能的，比如宏语唇搭嘴音/ʘ/的唇齿同位异音[ʘ͡ǀ]。

## 塞音的双调音部位
这使得只有阻碍音，只有塞音和鼻音才能拥有双调音。不过它们的调音部位之间仍有巨大的不对称。唇、舌冠、舌背和咽音4个部位所有6种可能组合中，只有1种相对常见，其他种类都极少。
- 第一种可能：唇–舌背音，包括上面提到的[k͡p]等唇软腭音；还有[q͡p]等唇小舌塞音。唇软腭塞音遍布西非和中非，以及新几内亚东部。唇小舌塞音罕见些，在刚果民主共和国和乌干达3种尼罗–撒哈拉语系芒布图-埃费语支语言中存在：曼武语和列瑟语。[2]:803–806这些语言有一些相当罕见的双调音塞音，它们还符合声学和空气动力学指标。如唇小舌塞音，是清小舌和浊唇内爆音的复合[q͡ɓ]；非音位的唇软腭塞音，是浊软腭和清唇塞音的复合[ɡ͡p]（作为浊唇软腭内爆音[ɠɓ]的同位异音）；非音位的清唇软腭塞音、带颤音除阻[k͡pʙ̥]（只出现在埃费语）。[2]真清唇小舌音[q͡p]同样作为/q͡ɓ/的同位异音。[2]*第二种可能：唇–舌冠音，在新几内亚耶里多涅语一种语言中同时存在唇齿龈音和唇龈后音的对立。部分西非语言，如达哥巴尼语和恩泽马人，唇龈后音是唇软腭音在高前元音前的同位异音。*第三种可能：舌冠–舌背音，在少数语言里零散分布。尼日利亚伊索克语有舌叶齿音阻碍音（塞音和鼻音），部分方言中实现为齿–硬颚塞音。但它们不同于上面提到的调音，不与齿塞音或硬颚塞音形成最小对立，彼得·拉第福吉德认为它们是“两个区域的偶然接触”，而不是内在的双调音。哈扎语有齿龈硬颚边塞擦音，但齿的接触并不必要。相似地，貌语等几种澳洲语言有做舌叶龈后音变体的齿硬颚音，“覆盖从齿到硬颚的整个区域”。两种情况中双调音辅音都作为舌叶音的变体出现，它们与口腔顶部具有固有的广泛接触。卢旺达语据说有my/mɲ/、by/bɟ/和tw/tkʷ/等，但它们是复辅音，不是双调音辅音。如果[ɧ]实际上是软腭擦音[x]和龈后擦音[ʃ]同时发音的结果，那么它就是舌冠-舌背音。*另外三种可能，其中包括会厌，直到最近都不确定有否实际存在的例子。但随着光导纤维喉镜检查术的出现，新发现会厌和咽音的活跃远超人们预料。例如索马里语/q/实际上是小舌会厌音[q͡ʡ]。仍不清楚这样的音有多大的多样性，也不知道会厌音能否和舌冠音或唇音结合。

据说班图语族伊拉语有唇声门擦音和硬颚声门擦音，参见伊拉语。

## 三调音部位辅音
三调音辅音只可能是声门化的双调音辅音，这可被分析为发声态或气流机制的影响，而不是三调音部位辅音，就像其他声门化辅音一般不视作是双调音辅音那样。最显著的情况是声门化后的上面提到的不同种类的搭嘴音。另一个例子是越南语无声除阻的/k/韵尾，在/u/或/w/后常是唇软腭音[k͡p̚ʔ]。